# 可可托海的牧羊人
可可托海的牧羊人是一首由王琪演唱的歌曲。王琪本人作词作曲。达吾然编曲。文克津缩混。于2020年下半年在互联网走红，并引发阿勒泰的旅游业爆红。

## 歌曲创作
创作：
王琪在电台采访过程中透露，自己于2018年开始独自创作本歌曲，并且自己并未到访过可可托海。
原型:
据作者王琪在由王芳和王为念主持的《你看谁来了》和在新疆人民广播电台音乐广播采访中透露，该故事中的女孩原型半真半假，是在新疆时认识的“一个带孩子的寡妇”。

## MV
该歌曲有较多版本的MV。由于翻唱众多，只收录可能为初版的一条。
- 初版

## 不同版本
原唱：
该版本为2020年5月28日发布的专辑。QQ音乐声称该专辑为独家发行。
DJ版：
原唱王琪于2020年7月24日于DJ沈念合作推出DJ版。

## 演出信息

### 电视节目
- 2020年于天津卫视

### 公开演出
- 2021年中央广播电视总台春节联欢晚会

## 外界评价
澎湃新闻：每一首歌曲，都非常“走心”，都直击心灵。
刘欢：“这是我见到的最好的歌词”。
文旅中国：一首歌火了一个地方。

## 争议
- 被指控假唱：

系对翻唱歌手洋仔视频中疑似“对口型”的指控，并非对原唱作者王琪的指控。媒体已就此澄清。但洋仔是否为假唱上有争议。
- 非本人演唱续作：

《那拉提的养蜂女》于2020年12月8日发行在网易云音乐平台。该歌曲由库妮珂演唱而非王琪本人。